# Ohnmacht Mariens unter dem Kreuz

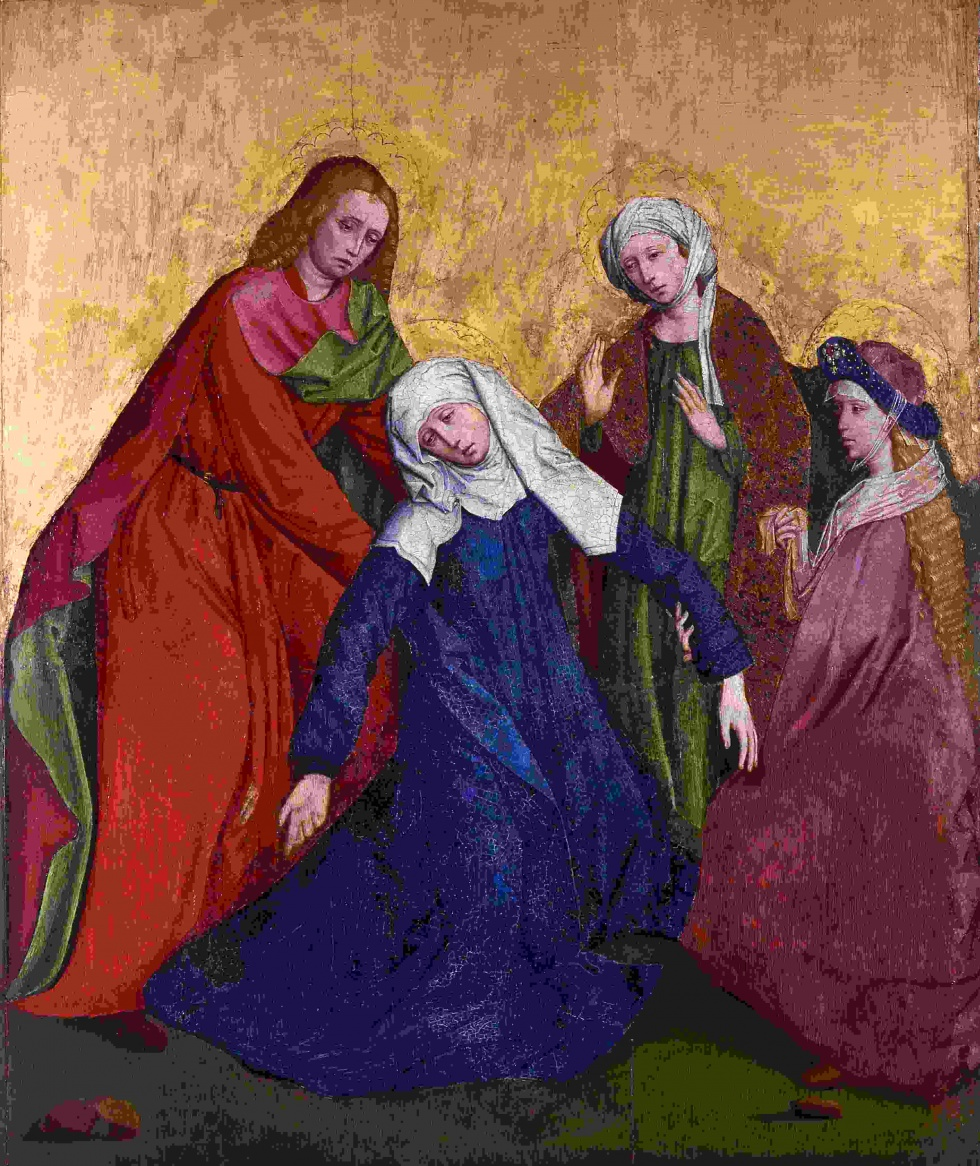
Gemälde des Meister von Liesborn

Als Ohnmacht Mariens unter dem Kreuz wird eine Szene der Passionsgeschichte bezeichnet.
Als fünfter Schmerz Mariens gilt die Kreuzigung und das Sterben Christi (Joh 19,17–39 EU). Laut legendärer Überlieferung fiel Maria dabei in Ohnmacht. Teilweise liegt sie am Boden, aber meist wird sie gehalten von ihren Begleitern, dem Jünger Johannes, Maria Magdalena, Maria Kleophae oder anderen Jüngern.

## Geschichte
In den vier kanonischen Evangelien wird die Szene nicht erwähnt. Das Motiv der Ohnmacht Marias entstand im späten Mittelalter unter Bezug auf Erwähnungen im apokryphen Nikodemusevangelium (Acta Pilati). Das Bild wurde daher kontrovers diskutiert, war gleichwohl in der mittelalterlichen Kunst und theologischen Literatur beliebt, die Reformatoren lehnten es hingegen rundweg ab.
Das Motiv fand seinen Platz während der Episode „Christus trägt das Kreuz“, wie auf der Via Dolorosa in Jerusalem, sehr häufig auch in Kreuzigungsdarstellungen. Nicholas Penny schätzt, dass „auf etwa der Hälfte der erhaltenen Gemälde der Kreuzigung aus der Zeit zwischen 1300 und 1500 die ohnmächtige Jungfrau zu sehen ist“. Teilweise wird die Szene aber auch bei der Kreuzabnahme und der Grablegung Christi gezeigt.
Erste Darstellungen in der Kunst sind ab dem 12. Jahrhundert zu sehen. Ab Mitte de 13. Jahrhunderts sind sie weit verbreitet. Im Jahr 1308 gab es entlang der Pilgerroute Via Dolorosa in Jerusalem eine Kirche, die offiziell Johannes dem Täufer geweiht war, aber als Ort der Ohnmacht der Jungfrau bekannt war.
Der Dominikaner Thomas Cajetan, Professor der Sapienza und späterer Kardinal, verwies 1506 auf die mangelnde biblische Autorität. Auf den Konzil von Trient wurde die Darstellung der Ohnmacht missbilligt. In Rom wurden Gemälde mit der Darstellung aus der Öffentlichkeit entfernt.

## Rezeption
Eine Reihe von Kirchen trägt das Patrozinium der Ohnmacht Mariens:
- Santa Maria dello Spasimo, Palermo, Sizilien
- Santa Maria dello Spasimo, Modugno, Bari
- Heilige Jungfrau von Spasimo, Cerea, Provinz Verona
- Madonna dello Spasimo, Bergamo

### Bildende Kunst
Darstellungen der Ohnmacht Mariens sind u. a.:
- Maria in Ohnmacht (Raffael)
- Ohnmacht der Maria (Berlin), Bildschnitzerei
- Maria mit Trauernden aus Mittelbiberach
- Mariae Ohnmacht (Bad Buchau)

## Weiteres
Das Motiv der Ohnmacht in der Marienüberlieferung tritt neben der Passion auch in Darstellungen der Verkündigung Mariens auf (siehe etwa: Die Verkündigung (Memling)).